# Samolot turystyczny

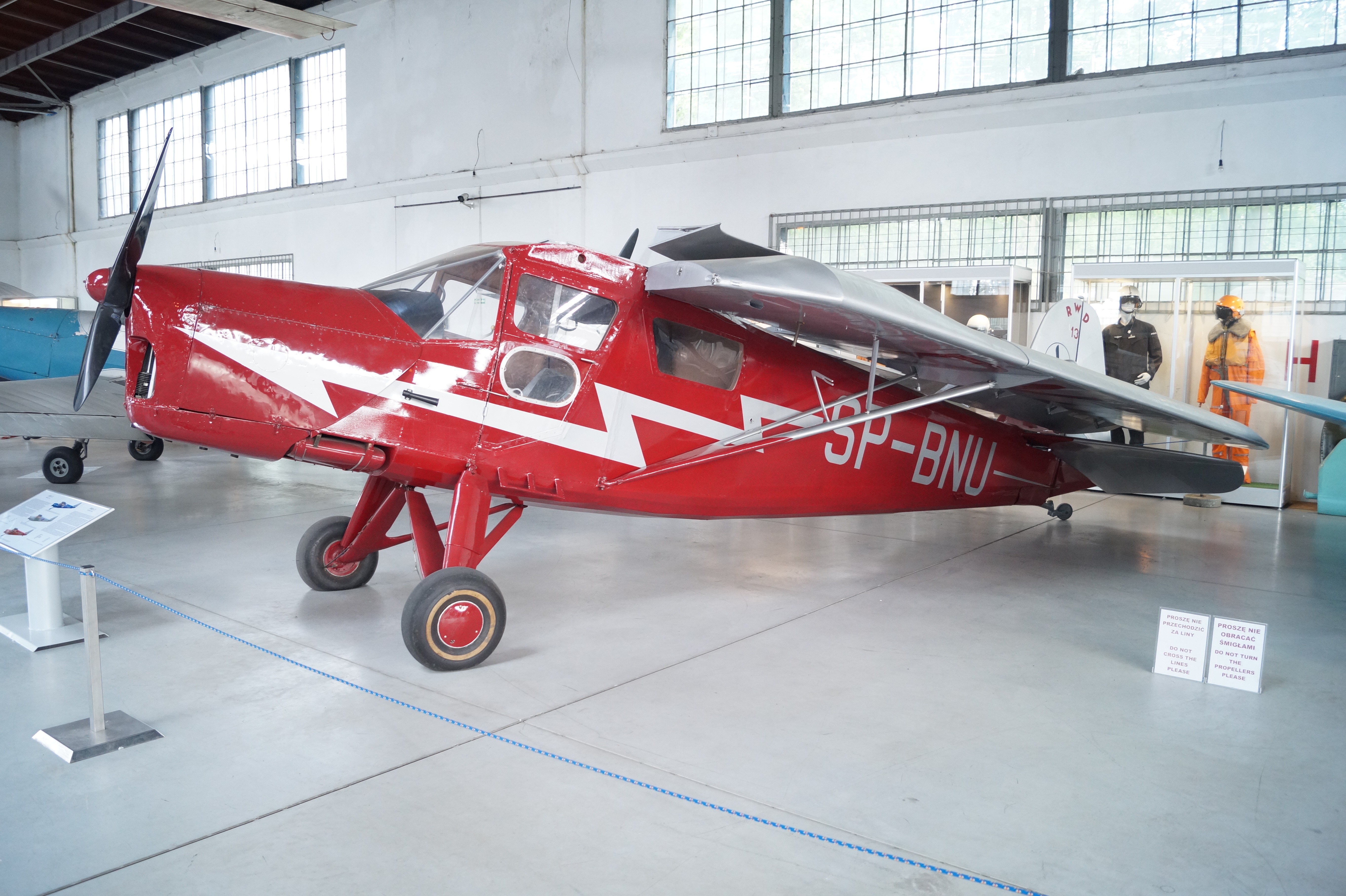
RWD-13

Samolot turystyczny – rodzaj lekkiego samolotu specjalnego.

## Definicja
Cywilny samolot pasażerski lub transportowy przystosowany do przewozu niewielkiej grupy pasażerów w celach turystycznych. Najczęściej dostosowany do operowania z powierzchni nieutwardzonych i lądowisk przygodnych (w tym akwenów). Wykorzystywany w przypadku krótkich lotów czarterowych. W okresie przed II wojną światową na określenie samolotów turystycznych powszechnie stosowano termin awionetka.

## Przykładowe konstrukcje

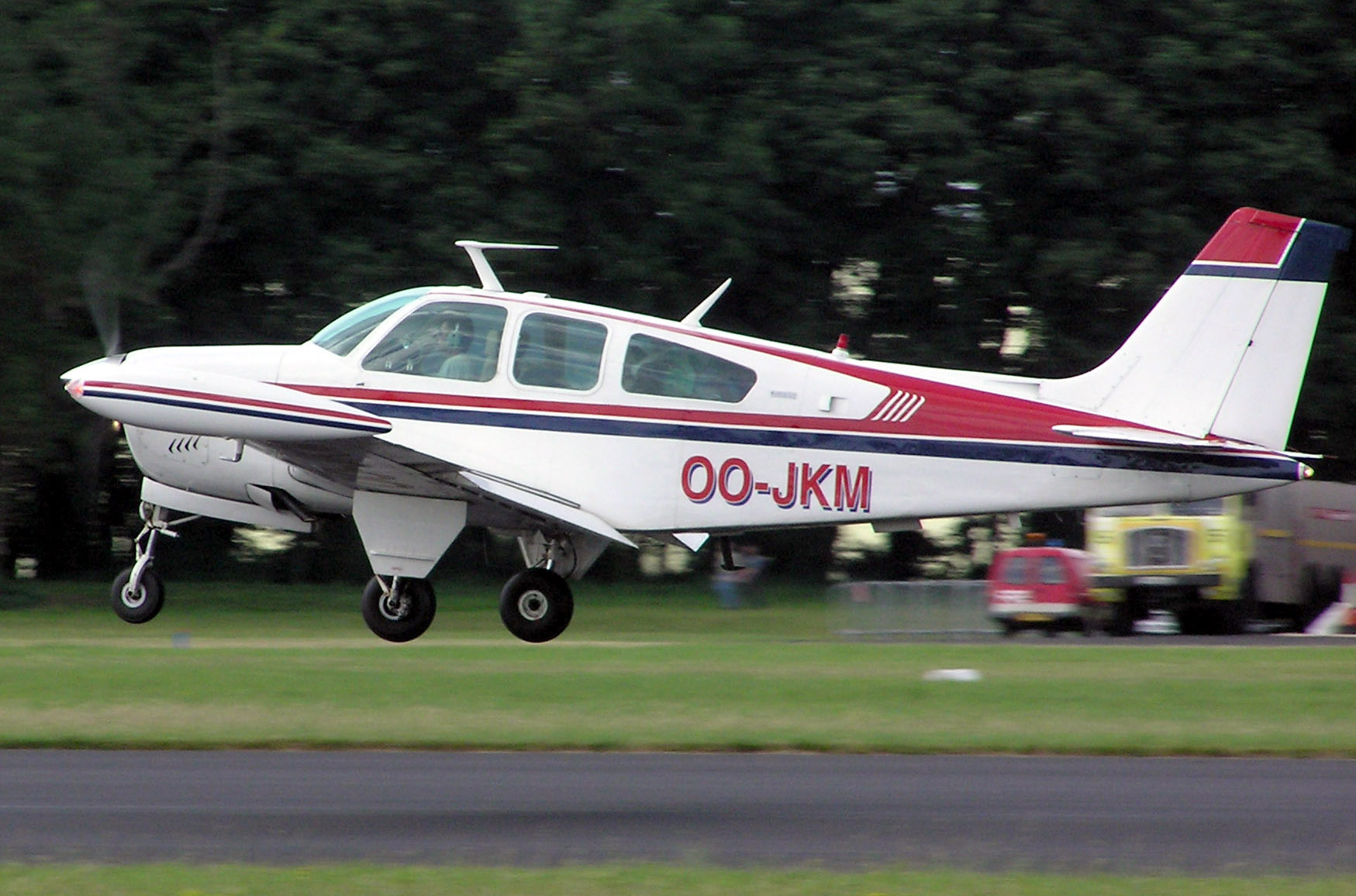
Beech Bonanza F33A

- Cessna 152
- Beechcraft Bonanza
- RWD-13